# Яновка (Монастырщинский район)
Яновка — деревня в Монастырщинском районе Смоленской области России. Входит в состав Гоголевского сельского поселения. По состоянию на 2007 год постоянного населения не имеет. 
Расположена в западной части области в 12 км к юго-востоку от Монастырщины, в 40 км западнее автодороги А141 Орёл — Витебск, на берегу реки Лыза. В 46 км восточнее деревни расположена железнодорожная станция Васьково на линии Смоленск — Рославль. 

## История
В годы Великой Отечественной войны деревня была оккупирована гитлеровскими войсками в июле 1941 года, освобождена в сентябре 1943 года.